# Gustav Lorentzen
Gustav Lorentzen (Bergen, Noruega, 28 de septiembre de 1947 - 21 de abril de 2010), también conocido por su nombre artístico de Ludvigsen fue un cantautor noruego, más conocido por ser parte de la banda llamada Knutsen & Ludvingsen. Se lanzó como solista en 1986 y recibió una nominación por sus cinco álbumes; además ganó también cuatro Spellemannsprinsen. Fue embajador de la UNICEF desde 1993.
Falleció en una competición fuera de Bergen, después de sufrir una parada cardiorrespiratoria y sin haber podido llegar al hospital, el 21 de abril de 2010.